# قائمة لغات البرمجة كائنية التوجه
هذه قائمة من لغات برمجة كائِنيَّة التوجُّه، ومعروضة أيضًا في تصنيف:لغات برمجة كائنية التوجه.

## لغات برمجة ذات منحىً كائنيّ
| - لغة برمجة التطبيقات التجارية المتقدمة - أيدا 95 - أميغا إي - بيتا - بلو - بوو - سي++ - سي# - سيلون - تشابل - كلاريون (لغة برمجة) - سي إل يو - كوبول - كوبرا (لغة برمجة) - كولدفيوشن - ليسب الشائعة - كول (لغة برمجة) - كوبرا سكريبت - كورت (لغة برمجة) - دي - دارت - داتافليكس - ديلان - إي - إيفل (لغة برمجة) - ساذر - إلكسير (لغة برمجة) - فالكون (لغة برمجة) - فورتران 2003 - إف بي آر - فري بيسك - إف سكريبت - إف# - غامباس - غو - غرافتوك - آي دي إل سكريبت - جاي - جاي# - جاد (لغة برمجة) - جافا - غروفي - جافا المتحدة - إكس 10 - جوليا - لاسو - لافا (لغة برمجة) - ليكسيكو - لينغو - ليسب - لونغ توك - ماتلاب - موديولا-2 - موديولا-3 - نيميرلي - نتريكس - نيم (لغة برمجة) - نوب - أوبيرون (لغة برمجة) (أوبيرون-1) - أوبيرون-2 - أوبجكت باسكال - دِلفي - فري باسكال - توربو باسكال - أوبجكت ريكس - سي-الكائنية - لغة جمل الموضوعية | - معرض أومنيس - لغة عمل أوبن إيدج المتقدمة - أوز (لغة برمجة)، نظام البرمجة موزارت - بيرل، منذ الإصدار 5 - بي إتش بي 5 - بور بيلدر - لغات بدئية الاعتماد - لغات متلاقية معتمدة التمثيل: ل.م.م.ت/1، ل.م.م.ت/آر، ل.م.م.ت/آر2، ل.م.م.ت/سي+ - آجورا (لغة برمجة) - سيسل (لغة برمجة) - إيكما سكريبت - أكشن سكريبت - جافا سكريبت - جاي سكريبت - إي تويز (في صرير (لغة برمجة)) - آي أو (لغة برمجة) - لوا - ليساك (لغة برمجة) - موو (لغة برمجة) - نيوتن سكريبت - أوبليك - ريبول - سيلف - بايثون - بيسك الحقيقية (لغة برمجة) - روبي - رست (لغة برمجة) - إس - آر - سكالا - بذرة7 (لغة برمجة) - سينس توك - سيمولا - سمول توك - ذات (لغة برمجة) - بيسترو (لغة برمجة) - صرير (لغة برمجة) - فارو (لغة برمجة) - نيو سبيك - سكويرل (لغة برمجة) - سويفت - تادس - تي سي إل - إكس أو تي سي إل (تشبه نظام كائن ليسب الشائعة(اختصارًا: CLOS)) - سنيت (تستخدم الإيضاح) - إنكر تي سي إل (تشبه سي++) - ترانز سكريبت (لغة برمجة) - تايب سكريبت - أوبركود - فالا (لغة برمجة) - فيجوال بيسك - فيجوال بيزك دوت نت - في بي سكريبت - فيجوال بيسك للتطبيقات - فيجوال فوكس برو - فيجوال برولوغ - إكس بايز++ (امتدادًا للغة إكس بايز القياسيَّة) - زد زد تي-كائنية التوجه |

## روابط خارجيّة
- لغات برمجة كائِنيَّة التوجُّه على مشروع الدليل المفتوح